# Olympische Sommerspiele 2004/Boxen
Bei den XXVIII. Olympischen Sommerspielen 2004 in Athen fanden elf Wettbewerbe im Boxen statt. Austragungsort war die Peristeri Olympic Boxing Hall im Vorort Peristeri. Auf dem Programm stand eine Gewichtsklasse weniger als vier Jahre zuvor.

## Bilanz

### Medaillenspiegel
| Platz | Land               | Gold | Silber | Bronze | Gesamt |
| ----- | ------------------ | ---- | ------ | ------ | ------ |
| 1     | Kuba               | 5    | 2      | 1      | 8      |
| 2     | Russland           | 3    | –      | 3      | 6      |
| 3     | Kasachstan         | 1    | 1      | 1      | 3      |
| 3     | Thailand           | 1    | 1      | 1      | 3      |
| 5     | Vereinigte Staaten | 1    | –      | 1      | 2      |
| 6     | Belarus            | –    | 2      | –      | 2      |
| 7     | Ägypten            | –    | 1      | 2      | 3      |
| 8     | Frankreich         | –    | 1      | –      | 1      |
| 8     | Großbritannien     | –    | 1      | –      | 1      |
| 8     | Nordkorea          | –    | 1      | –      | 1      |
| 8     | Türkei             | –    | 1      | –      | 1      |
| 12    | Aserbaidschan      | –    | –      | 2      | 2      |
| 12    | Deutschland        | –    | –      | 2      | 2      |
| 12    | Südkorea           | –    | –      | 2      | 2      |
| 12    | Usbekistan         | –    | –      | 2      | 2      |
| 16    | Bulgarien          | –    | –      | 1      | 1      |
| 16    | China              | –    | –      | 1      | 1      |
| 16    | Italien            | –    | –      | 1      | 1      |
| 16    | Rumänien           | –    | –      | 1      | 1      |
| 16    | Syrien             | –    | –      | 1      | 1      |

### Medaillengewinner
| Konkurrenz         | Gold                  | Silber                 | Bronze                               |
| ------------------ | --------------------- | ---------------------- | ------------------------------------ |
| Halbfliegengewicht | Yan Barthelemí        | Atagün Yalçınkaya      | Sergei Kasakow Zhou Shiming          |
| Fliegengewicht     | Yuriorkis Gamboa      | Jérôme Thomas          | Fuad Aslanov Rustam Rahimov          |
| Bantamgewicht      | Guillermo Rigondeaux  | Worapoj Petchkoom      | Ağası Məmmədov Bahodirjon Sultonov   |
| Federgewicht       | Alexei Tischtschenko  | Kim Song-guk           | Jo Seok-hwan Vitali Tajbert          |
| Leichtgewicht      | Mario Kindelán        | Amir Khan              | Murat Chratschow Serik Jeleuow       |
| Halbweltergewicht  | Manus Boonjumnong     | Yudel Johnson          | Boris Georgiew Ionuț Gheorghe        |
| Weltergewicht      | Baqtijar Artajew      | Lorenzo Aragón         | Kim Jung-joo Oleg Saitow             |
| Mittelgewicht      | Gaidarbek Gaidarbekow | Gennadi Golowkin       | Andre Dirrell Suriya Prasathinphimai |
| Halbschwergewicht  | Andre Ward            | Mahamed Aryphadschyjeu | Ahmed Ismail Oʻtkirbek Haydarov      |
| Schwergewicht      | Odlanier Solís        | Wiktar Sujeu           | Naser al-Shami Mohamed Elsayed       |
| Superschwergewicht | Alexander Powetkin    | Mohamed Aly            | Roberto Cammarelle Michel López      |

## Ergebnisse

### Halbfliegengewicht (bis 48 kg)
| Platz | Land | Sportler           |
| ----- | ---- | ------------------ |
| 1     | CUB  | Yan Barthelemí     |
| 2     | TUR  | Atagün Yalçınkaya  |
| 3     | RUS  | Sergei Kasakow     |
| 3     | CHN  | Zhou Shiming       |
| 5     | KOR  | Hong Moo-won       |
| 5     | NAM  | Joseph Jermia      |
| 5     | ARM  | Aleksan Nalbandjan |
| 5     | ITA  | Alfonso Pinto      |

Datum: 18. bis 29. August 2004

29 Teilnehmer aus 29 Ländern

### Fliegengewicht (bis 51 kg)
| Platz | Land | Sportler            |
| ----- | ---- | ------------------- |
| 1     | CUB  | Yuriorkis Gamboa    |
| 2     | FRA  | Jérôme Thomas       |
| 3     | AZE  | Fuad Aslanov        |
| 3     | GER  | Rustam Rahimov      |
| 5     | NAM  | Paulus Ambunda      |
| 5     | RUS  | Georgi Balakschin   |
| 5     | UZB  | Tulashboy Doniyorov |
| 5     | POL  | Andrzej Rżany       |

Datum: 17. bis 28. August 2004

28 Teilnehmer aus 28 Ländern

### Bantamgewicht (bis 54 kg)
| Platz | Land | Sportler             |
| ----- | ---- | -------------------- |
| 1     | CUB  | Guillermo Rigondeaux |
| 2     | THA  | Worapoj Petchkoom    |
| 3     | AZE  | Ağası Məmmədov       |
| 3     | UZB  | Bahodirjon Sultonov  |
| 5     | NGR  | Nestor Bolum         |
| 5     | CAN  | Andrew Kooner        |
| 5     | RUS  | Gennadi Kowaljow     |
| 5     | UKR  | Maksym Tretyak       |

Datum: 17. bis 29. August 2004

27 Teilnehmer aus 27 Ländern

### Federgewicht (bis 57 kg)
| Platz | Land | Sportler             |
| ----- | ---- | -------------------- |
| 1     | RUS  | Alexei Tischtschenko |
| 2     | PRK  | Kim Song-guk         |
| 3     | KOR  | Jo Seok-hwan         |
| 3     | GER  | Vitali Tajbert       |
| 5     | CUB  | Luis Franco          |
| 5     | NGR  | Muideen Ganiyu       |
| 5     | KAZ  | Galib Schafarow      |
| 5     | ROM  | Viorel Simion        |

Datum: 16. bis 28. August 2004

28 Teilnehmer aus 28 Ländern

### Leichtgewicht (bis 60 kg)
| Platz | Land | Sportler           |
| ----- | ---- | ------------------ |
| 1     | CUB  | Mario Kindelán     |
| 2     | GBR  | Amir Khan          |
| 3     | RUS  | Murat Chratschow   |
| 3     | KAZ  | Serik Jeleuow      |
| 5     | KOR  | Baik Jong-sub      |
| 5     | AZE  | Rövşən Hüseynov    |
| 5     | UGA  | Sam Rukundo        |
| 5     | ITA  | Domenico Valentino |

Datum: 16. bis 29. August 2004

28 Teilnehmer aus 28 Ländern

### Halbweltergewicht (bis 64 kg)
| Platz | Land | Sportler            |
| ----- | ---- | ------------------- |
| 1     | THA  | Manus Boonjumnong   |
| 2     | CUB  | Yudel Johnson       |
| 3     | BUL  | Boris Georgiew      |
| 3     | ROM  | Ionuț Gheorghe      |
| 5     | FRA  | Willy Blain         |
| 5     | ITA  | Michele di Rocco    |
| 5     | KAZ  | Nurzhan Karimzhanov |
| 5     | UZB  | Dilshod Mahmudov    |

Datum: 15. bis 28. August 2004

27 Teilnehmer aus 27 Ländern

### Weltergewicht (bis 69 kg)
| Platz | Land | Sportler          |
| ----- | ---- | ----------------- |
| 1     | KAZ  | Baqtijar Artajew  |
| 2     | CUB  | Lorenzo Aragón    |
| 3     | KOR  | Kim Jung-joo      |
| 3     | RUS  | Oleg Saitow       |
| 5     | UZB  | Sherzod Husanov   |
| 5     | AZE  | Ruslan Khairov    |
| 5     | COL  | Juan Camilo Novoa |
| 5     | UKR  | Viktor Polyakov   |

Datum: 15. bis 29. August 2004

28 Teilnehmer aus 28 Ländern

### Mittelgewicht (bis 75 kg)
| Platz | Land | Sportler               |
| ----- | ---- | ---------------------- |
| 1     | RUS  | Gaidarbek Gaidarbekow  |
| 2     | KAZ  | Gennadi Golowkin       |
| 3     | USA  | Andre Dirrell          |
| 3     | THA  | Suriya Prasathinphimai |
| 5     | CUB  | Yordanis Despaigne     |
| 5     | CMR  | Hassan N’Dam N’Jikam   |
| 5     | UKR  | Oleh Maschkin          |
| 5     | EGY  | Ramadan Yasser         |
| 9     | GER  | Lukas Wilaschek        |

Datum: 14. bis 28. August 2004

28 Teilnehmer aus 28 Ländern

### Halbschwergewicht (bis 81 kg)
| Platz | Land | Sportler               |
| ----- | ---- | ---------------------- |
| 1     | USA  | Andre Ward             |
| 2     | BLR  | Mahamed Aryphadschyjeu |
| 3     | EGY  | Ahmed Ismail           |
| 3     | UZB  | Oʻtkirbek Haydarov     |
| 5     | CHN  | Lei Yuping             |
| 5     | RUS  | Jewgeni Makarenko      |
| 5     | GRE  | Ilias Pavlidis         |
| 5     | TUR  | İhsan Yıldırım Tarhan  |

Datum: 14. bis 29. August 2004

28 Teilnehmer aus 28 Ländern

### Schwergewicht (bis 91 kg)
| Platz | Land | Sportler        |
| ----- | ---- | --------------- |
| 1     | CUB  | Odlanier Solís  |
| 2     | BLR  | Wiktar Sujeu    |
| 3     | SYR  | Naser al-Shami  |
| 3     | EGY  | Mohamed Elsayed |
| 5     | AZE  | Vüqar Ələkbərov |
| 5     | AUS  | Adam Forsyth    |
| 5     | USA  | Devin Vargas    |
| 5     | VEN  | Wilmer Vásquez  |

Datum: 18. bis 28. August 2004

16 Teilnehmer aus 16 Ländern

### Superschwergewicht (über 91 kg)
| Platz | Land | Sportler               |
| ----- | ---- | ---------------------- |
| 1     | RUS  | Alexander Powetkin     |
| 2     | EGY  | Mohamed Aly            |
| 3     | ITA  | Roberto Cammarelle     |
| 3     | CUB  | Michel López           |
| 5     | KAZ  | Muchtarchan Dildäbekow |
| 5     | USA  | Jason Estrada          |
| 5     | LTU  | Jaroslavas Jakšto      |
| 5     | UKR  | Oleksij Masikin        |

Datum: 18. bis 29. August 2004

16 Teilnehmer aus 16 Ländern